# マヤ文明
マヤ文明（マヤぶんめい）は、メキシコの南東部、グアテマラ、ベリーズなどいわゆるマヤ地域を中心として栄えた文明。メソアメリカ文明に数えられる。また、高度に発達したマヤ文字をもつ文明でもあった。セノーテという淡水の泉に育まれたため、他の古代文明とは違い、大河の流域でない地域に発達したという特徴がある。

## 地理

マヤ文明の領域

### 三つの地域
マヤ文明の栄えたマヤ地域は北から順にマヤ低地北部、マヤ低地南部、マヤ高地の三地域に分かれている。マヤ低地北部は現在のユカタン半島北部に当たり、乾燥したサバナ気候であり、またほとんど河川が存在しないため、生活用水は主にセノーテと呼ばれる泉に頼っている。マヤ低地北部は800年ごろから繁栄期に入り、ウシュマルやチチェン・イッツァ、マヤパンなどの都市が繁栄した。なかでももっとも乾燥している北西部においては塩が塩田によって大量に生産され、この地域の主要交易品となっていた。
現在のチアパス州北部からグアテマラ北部のペテン盆地、ベリーズ周辺にあたるマヤ低地南部はもっとも古くから栄えた地域で、紀元前900年ごろからいくつもの大都市が盛衰を繰り返した。気候としては熱帯雨林気候に属し、いくつかの大河川が存在したものの、都市は河川のあまり存在しない場所にも建設されていた。交易品としてはカカオ豆などの熱帯雨林の産物を主としていた。この地域は古典期までマヤ文明の中心地域として栄え、8世紀には絶頂を迎えたものの、9世紀に入ると急速に衰退し、繁栄はマヤ低地北部やマヤ高地へと移った。
現在のチアパス州南部からグアテマラ高地、ホンジュラス西部、エルサルバドル西部にあたるマヤ高地は標高が高く冷涼で、起伏は多いが火山灰土壌による肥沃な土地に恵まれ、多くの都市が建設された。マヤ文明においてもっとも重要な資材である黒曜石はマヤ内ではこの地方にしか産出せず、この地方の主力交易品となっていた。低地と異なり、建築物は火山からの噴出物（軽石など）と粘土を練り合わせた材料で作っていた。カミナルフユのように先古典期から発達した都市があったが、古典期の低地マヤの諸都市に見られるような石の建造物や石碑が発達しなかったため、この地域の歴史には今も不明な点が多い。

## 歴史
| 時代     | 下位区分     | 下位区分     | 年            |
| -------- | ------------ | ------------ | ------------- |
| 太古期   | 太古期       | 太古期       | 8000–2000 BC  |
| 先古典期 | 先古典期前期 | 先古典期前期 | 2000–1000 BC  |
| 先古典期 | 先古典期中期 | 前期         | 1000–600 BC   |
| 先古典期 | 先古典期中期 | 後期         | 600–350 BC    |
| 先古典期 | 先古典期後期 | 前期         | 350–1 BC      |
| 先古典期 | 先古典期後期 | 後期         | 1 BC – AD 159 |
| 先古典期 | 先古典期後期 | 終末期       | AD 159–250    |
| 古典期   | 古典期前期   | 古典期前期   | AD 250–550    |
| 古典期   | 古典期後期   | 古典期後期   | AD 550–830    |
| 古典期   | 古典期終末期 | 古典期終末期 | AD 830–950    |
| 後古典期 | 後古典期前期 | 後古典期前期 | AD 950–1200   |
| 後古典期 | 後古典期後期 | 後古典期後期 | AD 1200–1539  |
| 植民地期 | 植民地期     | 植民地期     | AD 1511–1697  |

### 先古典期前期（紀元前2000年 - 紀元前1000年）
この時期、マヤ高地においては土器が使用されていたものの、マヤ低地においてはいまだ土器が使用されない程度の文化水準となっていた。

### 先古典期中期（紀元前1000年 - 紀元前350年）
紀元前1000年以降になると、いわゆる「中部地域」で土器が使用されるようになり、間もなく文明が急速に成長し始めた。ナクベやティカルなどの都市に居住が始まったのもこのころである。パシオン川流域に発展がみられ、アルタル・デ・サクリフィシオスのシェー相及びセイバルのレアル相がこの時期の前期にあたる。

### 先古典期後期（紀元前350年 - A.D.250年）
紀元前400年以降、先古典期後期に入ると都市の大規模化が起こり、現ベリーズのラマナイ(Lamanai)、グアテマラのペテン低地に、ティカル(Tikal)、ワシャクトゥン(Uaxactun)、エル・ミラドール(El Mirador)、ナクベ(Nakbe)、カラクムル(Calakmul)などの都市が大きく成長した。

### 先古典期マヤ文明の衰退
100年から250年ごろにかけては大変動期に当たり、エル・ミラドールやナクベといった大都市が放棄され、ほかにも多くの都市が衰退していった。こうした変動の中でティカルとカラクムルは大都市として生き残り、次の古典期における大国として勢力を拡大していった。

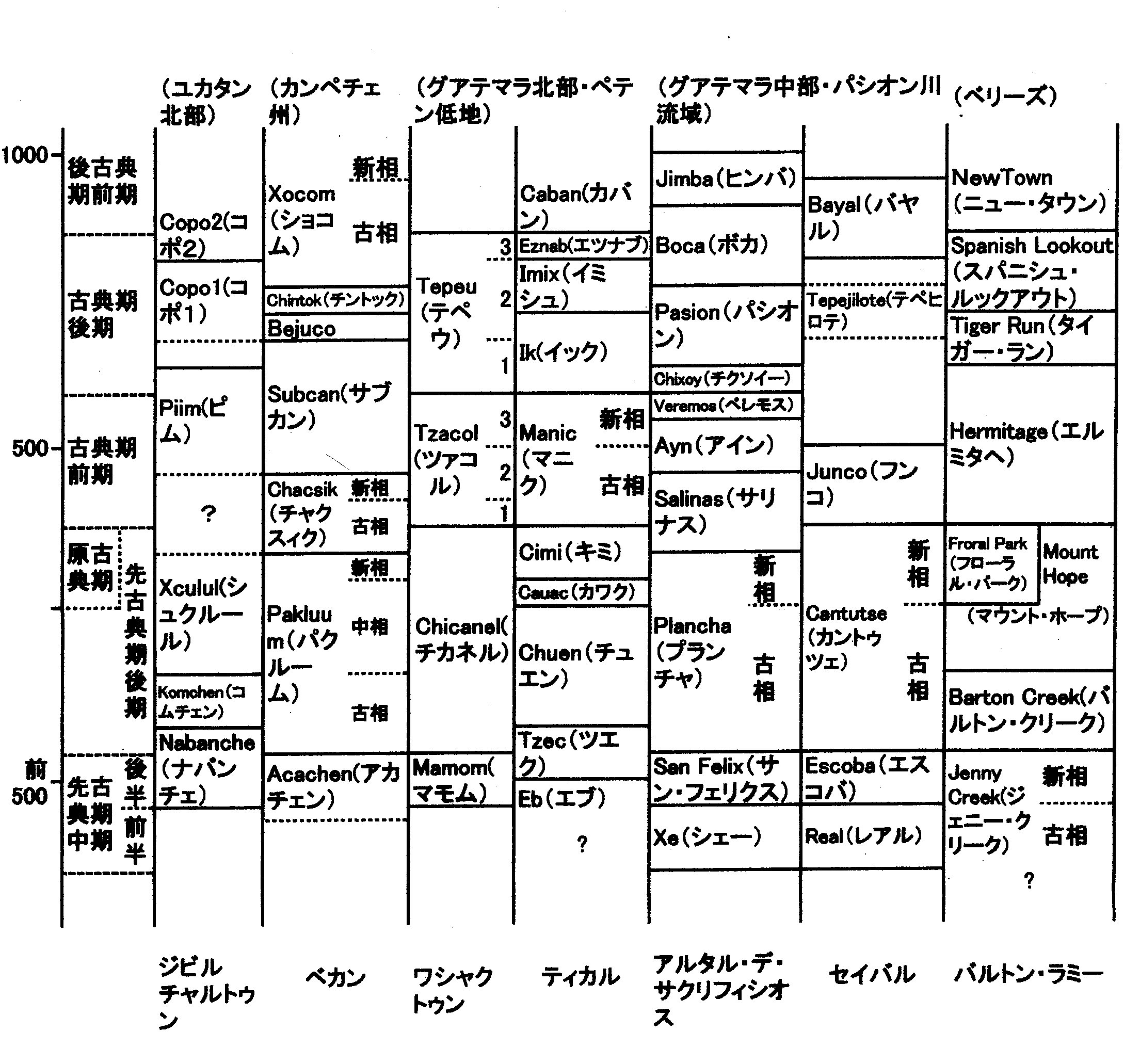
主なマヤ遺跡の編年表

### 古典期前期（A.D.250年 - 550年）
開花期の古典期（A.D.250年 - 550年）にはティカル、カラクムルなどの大都市国家の君主が「優越王」として群小都市国家を従えて覇権を争った。「優越王」であるティカルとカラクムルの王は、群小都市国家の王の即位を後見したり、後継争いに介入することで勢力を維持した。各都市では、巨大な階段式基壇を伴うピラミッド神殿が築かれ、王朝の歴史を表す石碑(stelae)が盛んに刻まれた。378年ごろにはメキシコ中央高原のテオティワカンの影響がティカルやコパンなどマヤ低地南部のいくつかの都市に見られ、この時期にテオティワカンから一部勢力がマヤに影響力を行使したことがうかがえる。ただしこうした影響は短期間にとどまり、やがて地元の文化と融合していった。

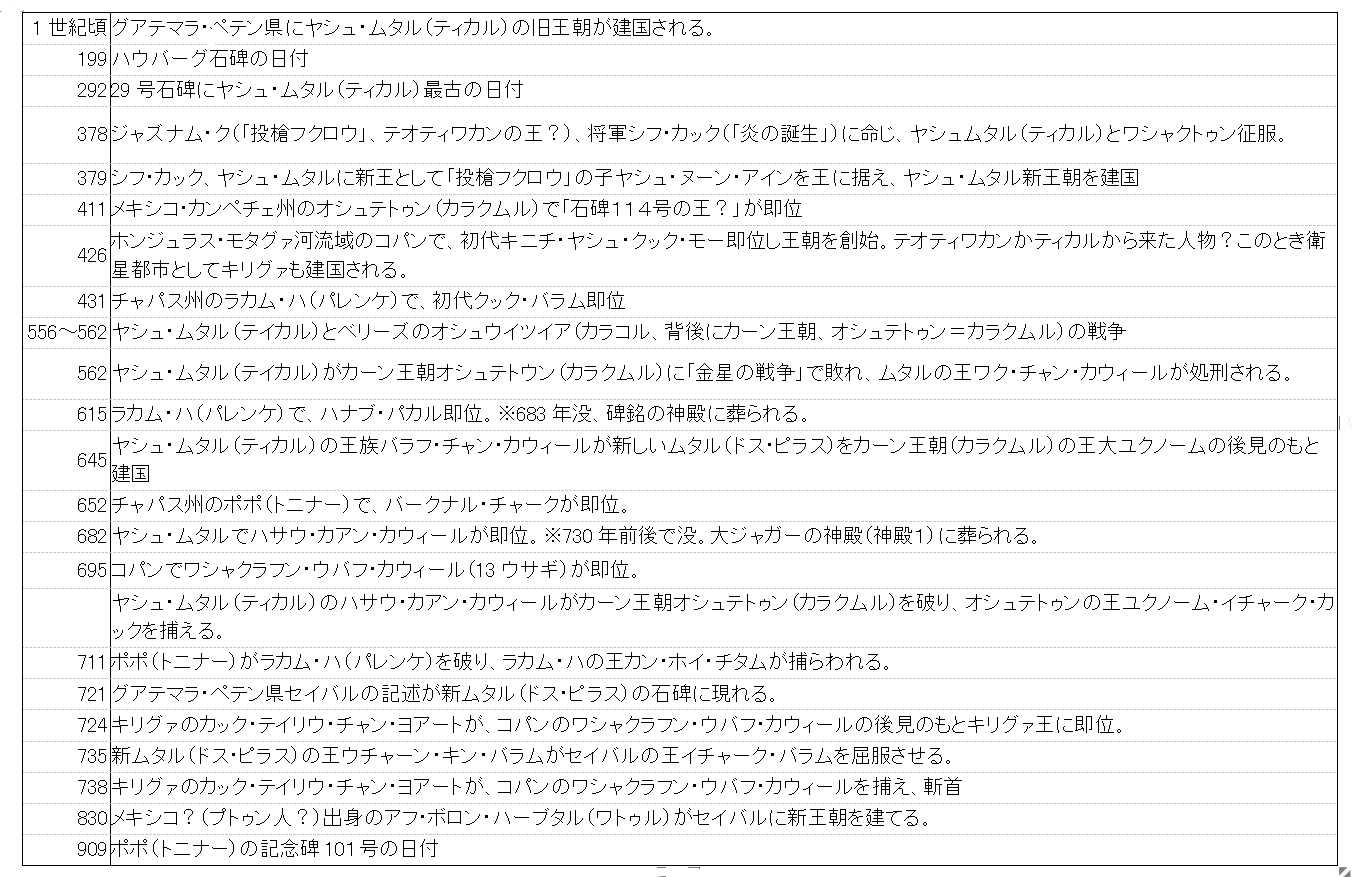
主なマヤ王朝史

### 古典期後期（A.D.550年 - 830年）
古典期後期（A.D.550年-830年）には大都市のカラクムルやティカルのほかにも多くの小都市国家が発展した。このころの大勢力としては、マヤ低地北西部のウシュマル、北東部のコバー、マヤ低地南部では西からパレンケ、ヤシュチラン、カラクムル、ティカル、ペカン、そして南東部に離れたところにあるコパンなどが挙げられる。
また、マヤ低地にはエズナやカラコル、アグアテカといった中小都市も多く存在し、興亡を繰り返していた。8世紀はマヤ文化の絶頂期であるといえる。マヤ文明の人口は最大1,000万人の住民と推定されている。この期の壮麗な建築物、石彫、石細工、土器などの作品にマヤ文化の豊かな芸術性が窺える。また、天体観測に基づく暦の計算や文字記録も発達し、樹皮を材料とした絵文書がつくられた。碑文に刻まれた王たちの事績や碑文の年号表記などから歴史の保存には高い関心を持っていたことが推測できる。通商ではメキシコ中央部の各地や沿岸地方とも交渉をもち、いくつかの商業都市も生まれた。

### 古典期マヤ文明の衰退
9世紀頃から中部地域のマヤの諸都市国家は次々と連鎖的に衰退していった。原因は、
1. 遺跡の石碑の図像や土器から、メキシコからの侵入者があった（外敵侵入説）
2. 北部地域に交易の利権が移って経済的に干上がった（通商網崩壊説）
3. 農民反乱説
4. 内紛説
5. 疫病説
6. 気候変動説
7. 農業生産性低下説

など有力な説だけでも多数ある。しかし、原因は1つでなくいくつもの要因が複合したと考えられている。また、古典期後期の終わり頃の人骨に栄養失調の傾向があったことが判明している。焼畑（ミルパ）農法や、漆喰を造るための森林伐採により、地力が減少して食糧不足や疫病の流行が起こり、さらにそれによる支配階層の権威の失墜と、少ない資源を巡って激化した戦争が衰退の主な原因と考えられている。
一方、古典期後期からユカタン半島北部などを含む「北部地域」でウシュマル(Uxmal)、チチェン・イッツァ(Chichien Itza)などにプウク式(Puuc Style)の壁面装飾が美しい建物が多く築かれた遺跡があったことから、文明の重心がマヤ低地南部から北部へと移ったと推測されている。

### 後古典期（A.D.950年 - 1524年）
後古典期（A.D.950-1524）には、北部でチチェン・イッツァを中心とする文明が栄えた。チチェン・イッツァの衰退後、12世紀ごろにマヤパン(Mayapan)が覇権を握り、15世紀中期までユカタン半島北部を統治した。マヤパン衰退後は巨大勢力はどこの地域にも出現せず、スペイン人の侵入にいたるまで群小勢力が各地に割拠していた。またこの時期は交易が盛んになり、コスメル島(Cozmel Island)などの港湾都市や交易都市が、カカオ豆やユカタン半島の塩などの交易で繁栄した。

### スペインによる植民地化と終焉
1492年にクリストファー・コロンブスがアメリカ地域に到達したときは、いまだマヤ地域にまでは到達していなかった。ヨーロッパ人がはじめてマヤに姿を現すのは、1517年のフランシスコ・エルナンデス・デ・コルドバの遠征によってである。この時の遠征は失敗に終わったが、翌1518年にはフアン・デ・グリハルバがトゥルムに到達し、文明の高さに驚嘆している。その後スペイン人による本格的な侵略がはじまり、1524年にはペドロ・デ・アルバラードによってマヤ高地のキチェ人が征服され、この地方はグアテマラとしてスペインの支配下に入った。ユカタン半島北部もまた、フランシスコ・デ・モンテーホによって1527年に侵略が開始されたが、各都市の強い抵抗にあって2度撤退し、1540年にユカタン西岸にカンペチェ、1542年に半島北部にメリダの街を建設して足がかりとし、1546年にこの地方を制圧した。
これらコンキスタドールの活動によってマヤ文明の北部と南部はスペインの支配下に入った。だがその一方で密林の広がるマヤ低地南部をはじめとする内陸部の征服は遅れ、同地のマヤの諸王国は暫くの間存続した。しかしこれら諸国も徐々に征服されてゆき、1697年には最後のマヤの王国であるタヤサルが滅亡。
これによってマヤ圏全域がスペインに併合され、マヤ文明は完全に滅亡した。

## マヤ文明の標式遺跡
標式遺跡は、グアテマラ、ペテン低地に所在するティカルの北方のワシャクトゥン遺跡である。下記のような先古典期中期から古典期後期までの時期区分名が用いられる。
先古典期中期後半（マモム期）、先古典期後期（チカネル期）、古典期前期（ツァコル期）、古典期後期（テペウ期）
他の遺跡にも独自の時期区分がありつつも比較検討のためにワシャクトゥンの時期区分名が使用される。ただし、ユカタン半島北部やグアテマラ高地の遺跡には適用されない。

## マヤ系諸王国

ユカタン半島のマヤ系諸王国

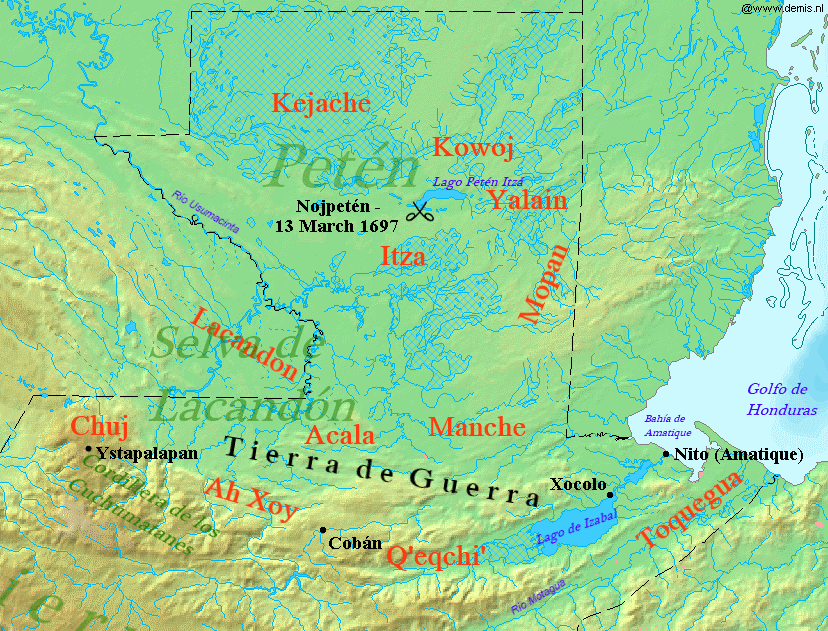
ペテン盆地及びグアテマラ低地のマヤ系諸王国

宣教師らの記録から、16世紀には以下のようなマヤ系諸政体ないし王国があったと考えられている。

### ユカタン半島
- Ah Canul (アフ・カヌル）
- Ah Kin Chel （アフ・キン・チェル）
- Can Pech （カン・ペチュ）
- Canek （カネク）
- Ceh Pech （ケフ・ペチュ）
- Chakan （チャカン）
- Chakán Putum （チャカン・プトゥム）
- Cheles （チェレス）
- Chetumal （チェトゥマル）
- Chikinchel （チキンチェル）
- Cochuah （コチュアフ）
- Cocom （ココム）
- Cupul （クプル）
- Ekab （エカブ）
- Hocabá-Homún （ホカバ・ホムン）
- Putún （プトゥン）
- Sotuta （ソトゥタ）
- Tases （タセス）
- Tutul-Xiu （トゥトゥル・シウ）
- Uaymil （ワイミル）

### ペテン盆地
- Kejache （ケハチェ）
- Ko'woj （コウォフ）
- Yalain （ヤライン）

### 高地マヤ
- カクチケル王国(Reino Kakchiquel）
- キチェ王国（スペイン語版、英語版）

## 文化

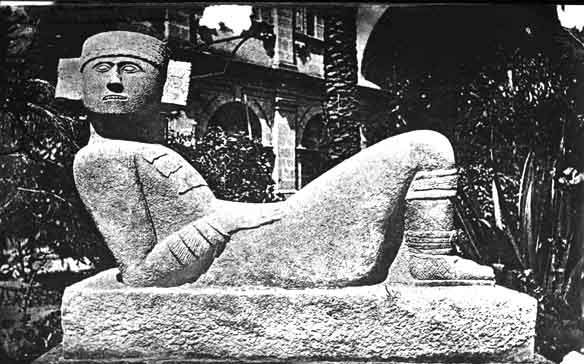
チチェン・イッツア遺跡から出土したチャック・モール石像。トルテカの強い影響を受けている

### 政治
マヤ文明が政治的に統一されたことは歴史上一度もなく、各地に無数の小都市が分立する政治体制が作られていた。ただし各都市間に上下がないわけではなく、有力都市が周辺の小都市を従属させて優越王となり、いくつかの大都市の勢力圏に文明圏全域が分割された時期と、小都市国家が並立する時期が存在した。
マヤの王はなかば超自然的な存在とされており、トウモロコシ神と同一視されていた。トウモロコシが地面に植えられて再生するように、死んだ王も復活すると考えられた。王位継承は厳密に父系により、長男に優先順位があった。そうしないと王統が絶える場合にのみ女性が即位した。ただし、古典期後期にはナランホの「6の空」（ワク・チャニル・アハウ）女王やエル・ペルーのカベル女王のように実質的な支配者として君臨した例が見られる。
マヤ文明においては各都市は頻繁に戦争を行っており、これによって勢力圏は大きく変動した。マヤの戦争においては敵の王や貴族などを生け捕りにすることが非常に重要であり、王が捕らえられた都市は威信を大きく落として衰退の道をたどるものが多かった。捕らえられた王や貴族は公衆の前で侮辱され、虐待された後に首をはねられたり、生贄として殺害された。しかし、生きのびて勝者の臣下となり、帰国して復位することもあった。

### 道具
マヤ文明はほかのすべての新大陸文明と同様、鉄器を持たず、石器が広く使用されていた。金や銀、銅などの金属使用は9世紀ごろから存在するが、銅器も装飾品としての利用に限られており、基本的には金石併用時代であったといえる。刃物には打製石器が用いられ、材料としては黒曜石とチャートが主なものであったが、もろいものの切れ味の鋭い黒曜石製の石器の方が価値が高かった。しかし黒曜石はユカタン半島においては産出せず、文明圏南部のマヤ高地にのみ産出したため、重要な交易品の一つとなっており、現在のグアテマラ市に位置するカミナルフユやホンジュラス北部に位置するコパンのように、黒曜石の交易を握ることで大都市に発展したところも存在した。装飾品としては貴金属も存在したが、なによりもヒスイが珍重された。また、ケツァールと呼ばれる鳥の尾羽も威信材として珍重された。

### 交通
マヤ文明には牛や馬のような輸送用の家畜が存在せず、物資の運搬は主に人力によった。例外として河川流域においてはカヌーによる輸送が行われ、また後古典期に入ると海上輸送が成長してトゥルムなどの海港都市も発達するようになったが、海や河川の存在しないマヤ低地の大部分においては最後まで輸送は人力を主としていた。この輸送力不足を補うため、各都市の中心から周辺地域にはサクベと呼ばれる、漆喰や小石による舗装道路が張り巡らされていた。車輪付きの土偶が出土するなど車輪の原理は知られていたが、輸送などに実用化されることはなかった。

### 産業
農業技術については、地域の特性に合わせた様々な耕作方法が利用された。マヤ文明には他文明のような大河が存在しなかったものの、小規模な河川が流れる地域においてはその水を利用した灌漑農耕がおこなわれた。マヤ低地には河川がほとんど存在しないものの、地盤が石灰岩でできているこれら地方においてはセノーテとよばれる天然の泉が点在しており、その水を利用して農耕を行っていた。山地においては段々畑を作って作物を植え、湿地では、一定の間隔に幅の広い溝を掘り、掘り上げた土を溝の縁に上げその盛り土の部分に農作物を植えた。定期的な溝さらえを行うことにより、肥えた水底の土を上げることによって、自然に肥料分の供給をして、栽培される農作物の収量を伸ばすことができた。また、焼畑（ミルパ）農法もおこなわれた。
家畜として存在したのはイヌだけだった。ほか野生のシチメンチョウ、ハチ、シカ、パカ、ペッカリー、その他の野鳥や魚が食用とされた。

### 食生活
マヤ文明の主食はトウモロコシであり、マヤ地域どの都市においても経済の根幹をなすもので、例外なく広く栽培された。トウモロコシはアトレというトウモロコシ粥やタマルと呼ばれる蒸し団子として主に食された。トルティーヤもマヤ高地においては先古典期より食べられていたが、マヤ低地においてはアトレやタマルが主であり、トルティーヤが食べられるようになるのは後古典期に入ってからだった。このほか、各種の豆やカボチャも重要な作物であり、広く栽培された。マヤ文明においてはラモンの木の実が主食となっていたという説が唱えられたこともあったが、当時の土層からほとんど出土しないために食糧としてはそれほど使用されていなかったと考えられている。香辛料としてはトウガラシが重要だった。マゲイ（リュウゼツラン）の蜜水からつくられるプルケや、蜂蜜からつくられるバルチェ酒という蜂蜜酒は儀礼に用いられた。タバコも重要な儀礼用作物であった。7世紀ごろのパレンケにおいてはすでに神がたばこをくゆらすレリーフが発見されており、このころにはすでに喫煙の習慣がはじまっていたことを示している。
カカオは飲料の材料として珍重されており、文明末期には通貨としても使用されていた。カカオは高温多湿のマヤ低地南部における主要交易品ともなっていた。蜂蜜も低地東部において生産され、貴重な甘味として交易品の一つとなっていた。家畜も存在せずなおかつ飼う習慣もなかったために乳製品の飲食文化は全く存在せず、また動物性食品は食したものの都市周辺の開発の進化によって狩猟対象となる野生動物が激減したため肉の消費は少なく、植物性食品が食生活の中心となっていた。衣料原料としては綿花がマヤ地域の全域で栽培された。

### 交易
マヤにおいて交易は重要であり、北部の塩や中部のカカオ、南部のヒスイや黒曜石などが盛んに交易された。この交易網はマヤ都市間のみにとどまらず、メキシコ高原や中央アメリカといった近隣地域、さらにはアメリカ西部で産出されるトルコ石がマヤ遺跡から出土していることから、近隣文明も含めた大規模な交易網が確認できる。メキシコ高原の諸文明とのかかわりは特に深く、4世紀中ごろにはメキシコ中央高原のテオティワカンの影響がマヤ低地南部のいくつかの土地に見られ、またチチェン・イッツァにおいてトルテカ文明との交流の痕跡が認められるなど、中央高原の諸文明がマヤ諸都市になんらかの政治的影響を与えたとみられる時期も存在する。ただしスペインに侵略されるまでにメキシコ中央高原とマヤ諸都市が同一の政治権力の元に完全に統合されたことはなく、15世紀後半から活発に勢力を拡大したアステカ帝国も、マヤに対しては活発に交易を行うだけで軍事的侵攻を行うことはなかったとされる。

### 建築
マヤ文明の多くの都市にはピラミッドが建設されていた。ただしエジプトのものとは違い、上部に神殿が建設されており、その土台としての性格が強かった。最古のマヤのピラミッドは、紀元前1000年ごろのセイバル遺跡で確認されたものである。こうしたピラミッドはウィツ（山）と呼ばれていたように、山岳信仰の影響のもとで人工の山として作られたものだった。こうしたピラミッドは、古いピラミッドを基礎としてその上に新たなピラミッドを作ることが常であり、2016年11月にはチチェン・イッツアで、2層のピラミッドの下に3層目のピラミッドが発見されたと報じられた。
建築技術も進んでおり、セメント、漆喰、焼成れんがなどを使用し、持ち送り式アーチ工法など高度な建築技術を持っていた。

### 数学・文字
マヤ文明では二十進法を使用しており、また独自に零の概念を発明していた。また、高度に発達したマヤ文字を使用していた。数字は、点（・）を1、横棒（－）を5として表現したり、独特な象形文字で表現された（en:Maya script#Numerical system）。絵文書も作られていたものの、それらの多くは1562年ごろにスペインの聖職者であるディエゴ・デ・ランダによって異端の書として焚書されてしまい、現在残る絵文書は4点のみである。

## マヤのカレンダー

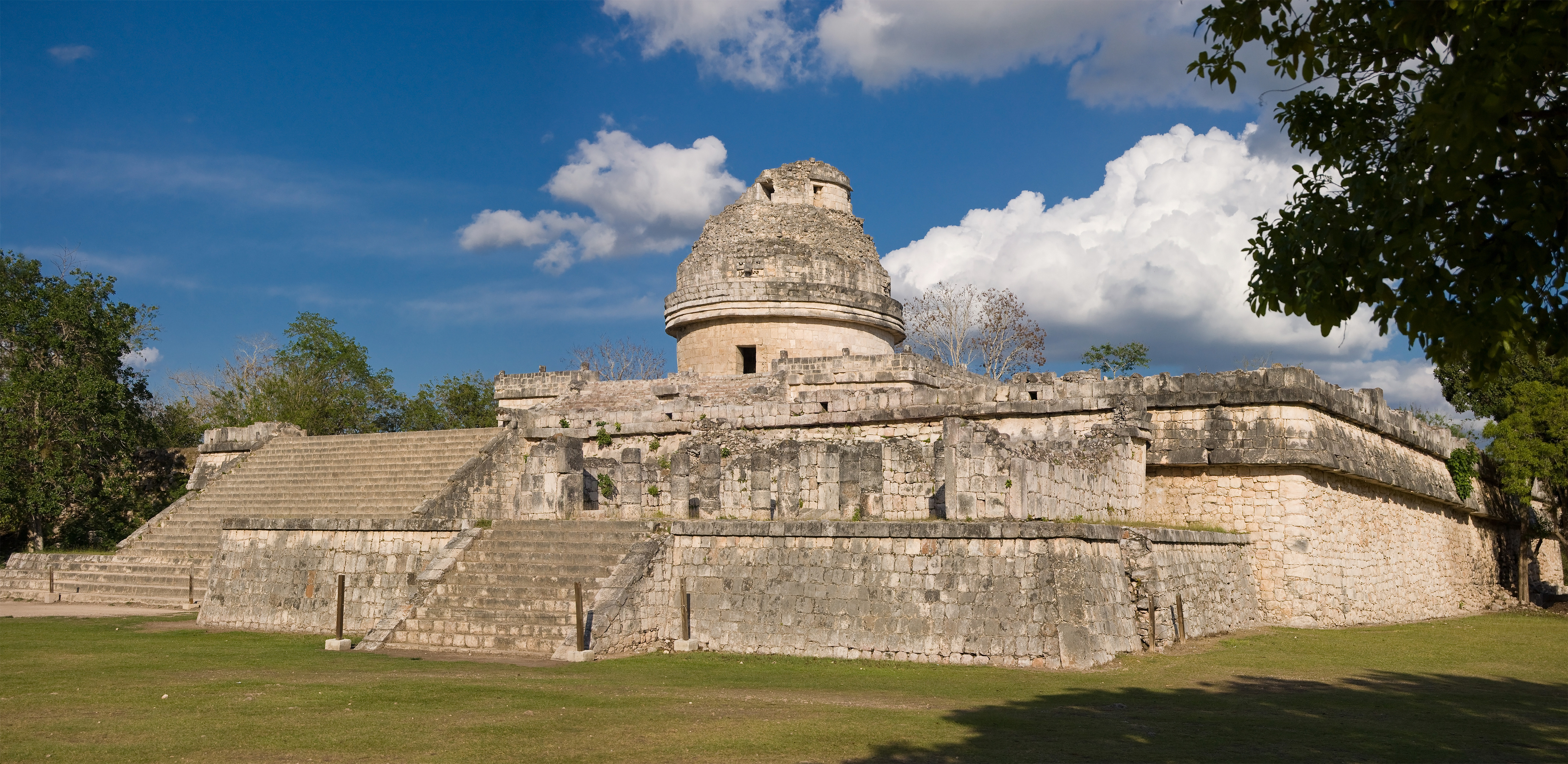
マヤの天文台 「El Caracol(カタツムリ)」

マヤの暦としてもっとも基本的な暦はツォルキンとハアブの2つである。前者は一周期を260日（13の数字と20の日が毎日変化する）の周期で、宗教的、儀礼的な役割を果たしていた。後者は1年（1トゥン）を360日（20日の18ヶ月）とし、その年の最後に5日のワイェブ月（ウアエブ、ウァイェブ、ウェヤブ）を追加することで365日とするものである。ツォルキンとハアブの組み合わせが1旬するのには約52年（365×52 = 260×73）かかり、これをカレンダー・ラウンドという。
なお、この2種類の暦はマヤに固有のものではなく、メソアメリカ全体で用いられた。スペインによる植民地化の後も、20世紀ごろになるまで簡易化した形で残っていた。
ツォルキンとハアブのほかに、紀元前3114年に置かれた基準日からの経過日数で表された、長期暦と呼ばれるカレンダーも使われていた。これもマヤに固有のものではないが、石碑、記念碑、王墓の壁画などに描かれていて、年代決定の良い史料となっている。この暦は次のように構成されている。
| 日          | 長期暦の周期            | 長期暦の単位           | 年           | バクトゥン |
| ----------- | ----------------------- | ---------------------- | ------------ | ---------- |
| 1日         |                         | 1 （キン）Kin          |              |            |
| 20日        | 20（キン）Kin           | 1 （ウィナル）Uinal    |              |            |
| 360日       | 18 （ウィナル）Uinal    | 1（トゥン）Tun         | ～1          |            |
| 7200日      | 20（トゥン）Tun         | 1（カトゥン）Ka'tun    | ～19.7       |            |
| 144000日    | 20（カトゥン）Ka'tun    | 1（バクトゥン）Bak'tun | ～394.3      | 1          |
| 2880000     | 20（バクトゥン）Bak'tun | 1 Pictun               | ～7,885      | 20         |
| 57600000    | 20 Pictun               | 1 Kalabtun             | ～157,808    | 400        |
| 1156000000  | 20 Kalabtun             | 1 K'inchiltun          | ～3,156,164  | 8,000      |
| 23040000000 | 20 K'inchiltun          | 1 Alautun              | ～63,123,288 | 160,000    |

ハアブ暦の閏については、そのずれを調整しなかったが、新月が全く同じ月日に現れるメトン周期（6939.6日）を把握していたことが、ドレスデン・コデックスやコパンの石碑に19.5.0.すなわち360×19トゥン+20×5ウィナル＝6940キン（日）の間隔を記載することによって実際には季節のずれを認識していた可能性やパレンケの太陽の神殿、十字架の神殿、葉の十字架の神殿の彫刻に長期暦の紀元の記載とハアブ暦と実際の1年の値である365.2422日との差が最大になる1.18.5.0.0.（長期暦の紀元から約755年経過した時点）の記載があり、これもマヤ人が1年を365日とした場合の季節のずれを認識していた証拠とも考えられる。
かつては、現在通用しているグレゴリオ暦の365.2425日（400年間に97日の閏日）よりも真値に近い、365.2420日がその答えとされていた。これは、化学工学技術者のジョン・E・ティープルが1930年代に唱えた決定値理論と呼ばれる説で、アメリカのマヤ学の権威とされたエリック・トンプソンが認めたため、現在でも流布している説であるがその誤りが判明している。カラクムル遺跡にある15回目のカトゥン（9.15.0.0.0.,731年）を祝う石碑が7本あるが、その1年前に修正がなされており、太陽年を意識して201日分を加えている。これを太陽年を最初から想定していたとすると1年を365.2421日（3845年間に931日の閏日）としていたことになる。また、キリグアの785年を刻んだ石彫で、212日を追加する修正が見られる。グレゴリオ暦では、215日であり、太陽年で正確に計算すると214日の誤差となる。これを太陽年を想定した1年の日数とすると365.2417日（3898年間に942日の閏日）になる。単純に考えれば肉眼のみの観測で非常に精度が高い値で修正を行っていること自体は驚くべきであるが、実際にはグレゴリオ暦のように暦の1年を意識して計算しているものではないため、精度の高い暦を使っていたということはできない。

### マヤ暦の終わり
ニューエイジ関連の書物ではマヤの長期暦は2012年の冬至付近（12月21日から23日まで）で終わるとされ、その日を終末論と絡めた形でホピ族の預言も成就する（2012年人類滅亡説）とする。しかし、フォトンベルトの存在は皆無に等しく、フォトンベルト関係の予言は非常に信憑性に欠けた予言であり、さらにマヤの暦は現サイクルが終了しても新しいサイクルに入るだけで永遠に終わらないという見方もあり、多くのマヤ文明の研究家たちも終末説を否定している。
また、2010年から2011年にかけてグアテマラ北部の9世紀頃の遺跡を調査したアメリカの発掘チームは、月や惑星の周期を計算したマヤ最古のカレンダーを発見し、その結果、2012年の終末を窺うものは見つからなかったと2012年5月11日付の米科学誌サイエンスに発表した。
この他、カール・コールマンの計算によると「マヤ暦の最終日は2011年10月28日」との説もあった。